# یان سان
یان سان (انگلیسی: Yan Sen؛ زادهٔ ۱۶ اوت ۱۹۷۵) یک بازیکن تنیس روی میز اهل جمهوری خلق چین است. 
وی در مسابقات کشوری و بین‌المللی در مجموع برنده ۱ مدال طلا شده‌است.